# Kyel Reid
Kyel Romaine Reid (ur. 26 listopada 1987 w Londynie) – angielski piłkarz występujący na pozycji lewego pomocnika. Obecnie występuje w Bradford City.

## Kariera klubowa
Kyel Reid pochodzi z południowej części Londynu. W lipcu 2004 roku dołączył do szkółki piłkarskiej miejscowego West Hamu United. Do pierwszej drużyny został włączony w lipcu następnego roku.
W seniorskiej ekipie zadebiutował 1 maja 2006 w wygranym 1:0 ligowym spotkaniu z West Bromwich Albion. W tym sezonie wystąpił jeszcze w spotkaniu z Tottenhamem Hotspur, wygranym przez jego drużynę 2:1.
W listopadzie tego samego roku został wypożyczony do Barnsley. W nowej drużynie zadebiutował 25 listopada w wygranym 1:0 ligowym meczu z Ipswich Town. Trzy dni później w wygranym 2:0 meczu z Southend United zdobył pierwszego gola dla ekipy Barnsley. W tym meczu otrzymał także czerwoną kartkę. do drużyny West Hamu Reid powrócił w maju 2007 roku. Łącznie w ekipie Barnsley wystąpił 26 razy oraz zdobył dwie bramki. 27 marca 2008 roku został ponownie wypożyczony, tym razem do Crystal Palace. Zadebiutował tam 29 marca w meczu z Blackpool. Reid wystąpił jeszcze w jednym ligowym meczu, po czym powrócił do Londynu.
27 listopada został ponownie wypożyczony, tym razem do Blackpool. W tej drużynie zadebiutował 29 listopada w przegranym 1:2 ligowym spotkaniu z Plymouth Argyle. W Blackpool zagrał jeszcze sześć razy, po czym, w styczniu 2009 roku został ponownie wypożyczony, tym razem do Wolverhampton Wanderers. W drużynie tej zadebiutował 24 stycznia w meczu Pucharu Anglii z Middlesbrough. W drużynie Wilków zagrał jeszcze siedem razy, po czym powrócił do Londynu. Niedługo później został opuścił klub.
W czerwcu 2009 podpisał kontrakt z Sheffield United. W styczniu 2010 roku został wypożyczony do Charltonu Athletic. Przed rozpoczęciem kolejnego sezonu podpisał stały kontrakt z drużyną z Londynu.

## Kariera reprezentacyjna
Reid ma za sobą występy w młodzieżowych reprezentacjach Anglii. W trakcie kariery występował w drużynie U-17, U-18 oraz U-19